# Far Cry 5
Far Cry 5 é um jogo eletrônico de tiro em primeira pessoa de ação-aventura ambientado em um mundo aberto. Foi desenvolvido pela Ubisoft Montreal e publicado pela Ubisoft para Microsoft Windows, PlayStation 4 e Xbox One em 27 de março de 2018 e foi lançado no 3 de Novembro para o Google Stadia, junto com o Far Cry: New Dawn. É o décimo titulo da serie Far Cry e o quinto jogo principal.
Em Far Cry 5 o jogador assume o papel de um delegado de xerife que foi enviado ao condado fictício de Hope County, em Montana, para prender Joseph Seed (chamado de "O Pai" por seus seguidores, os "Edenetes"). Seed é um pregador radical que acredita que foi escolhido por Deus para proteger o povo de Hope County de um "colapso inevitável". Ele é o criador e líder da seita cristã "Projeto do Portão do Éden", um culto apocalíptico religioso e militar.
Far Cry 5 foi bem recebido pela crítica após o seu lançamento, apesar de ter sido objeto de controvérsia depois de ter sido anunciado ao lado de um período de intensos conflitos políticos. Os críticos elogiaram o design do mundo aberto, o seu visual e trilha sonora, mas dirigiram críticas para sua história e alguns dos personagens. O jogo teve um bom desempenho comercial e se tornou o título mais vendido da franquia, arrecadando mais de 310 milhões de dólares em sua primeira semana de vendas. Vários pacotes de conteúdo para download (DLC) foram lançados. Um título de spin-off e continuação da narrativa, Far Cry: New Dawn, foi lançado em fevereiro de 2019.

## Jogabilidade
Similar aos seus antecessores, Far Cry 5 é um jogo de tiro em primeira pessoa de ação-aventura ambientado em um ambiente de mundo aberto na qual o jogador pode explorar livremente a pé ou através de vários veículos. Ao contrário dos títulos anteriores da série, onde o jogador assume o papel de um personagem definido, o jogo contará com um novo criador de personagem, que o jogador pode usar para personalizar a aparência de seu personagem. O jogador terá uma variedade de armas de longo alcance e explosivas para lutar contra inimigos, enquanto o jogo colocará uma ênfase renovada no combate de perto comparado aos títulos anteriores de Far Cry, introduzindo uma gama maior de armas brancas.
O diretor criativo Dan Hay descreveu o design de mundo aberto como sendo modelado nos postos avançados dos títulos anteriores da série Far Cry. Esses postos avançados (em inglês: outposts) representavam uma pequena parte do mapa ocupada por forças inimigas na qual o jogador era encarregado de libertá-los matando ou neutralizando a presença inimiga. Os postos avançados foram projetados com múltiplas abordagens para o jogador e foi esse elemento que a equipe de desenvolvimento tentou recriar no mundo do jogo mais amplo de Far Cry 5.

## Enredo
O jogo é ambientado na fictícia Hope Country, Montana, Estados Unidos,  onde um pregador cristão chamado Joseph Seed alcançou proeminência. Seed acredita que ele foi escolhido para proteger o povo de Hope County de um "colapso inevitável" e estabeleceu uma congregação chamada Projeto do Portão do Éden. Ostensivamente, isto é para cumprir sua missão de levar o povo à salvação; na realidade, Seed é um pregador radical e o Portão do Éden é um culto apocalíptico militarista. Sob seu governo, o Portão usou tanto a coerção como a violência para converter à força os residentes de Hope County e a intimidação para impedi-los de entrar em contato com o mundo exterior em busca de ajuda. Quando uma tentativa de prender Joseph termina com a morte de vários homens da lei, o jogador é arrastado para o conflito armado entre o Portão do Éden e os residentes restantes de Hope County, que estão se organizando em um movimento de resistência.
O jogador assume o papel de um ajudante de xerife que faz parte da força-tarefa enviada à Hope County para prender Seed. Joseph assumiu o título de "O Pai" e mantém o controle sobre Hope County com a ajuda de seus irmãos, conhecidos como "Os Arautos": Jacob, um ex-oficial militar que supervisiona seus soldados armados; John, um advogado que foi capaz de adquirir grande parte das terras de Hope County para o Portão do Éden; e Faith, que age como uma pacifista para levar as pessoas a acreditar e confiar em seu irmão mais velho. Os residentes de Hope County, que se opõem à Seed, incluem um elenco de personagens que se juntam à luta com motivos que vão do altruísmo à vingança, lucro e tédio.

## Desenvolvimento
O jogo foi desenvolvido pela Ubisoft Montreal, com a Ubisoft Toronto, Ubisoft Kiev, Ubisoft Shanghai e a Ubisoft Reflections oferecendo assistência. Dan Hay, que foi o produtor principal de Far Cry 3, foi o diretor principal, com a escrita liderada por Drew Holmes, que já havia trabalhado em BioShock Infinite e seu conteúdo para download. O jogo continuará a usar a Dunia Engine, uma versão modificada da CryEngine que a série Far Cry usou para vários títulos. A equipe escolheu Montana como cenário do jogo, o estado está na fronteira dos Estados Unidos. Para criar um ambiente realista, a equipe de desenvolvimento visitou Montana por catorze dias para coletar informações sobre seus biomas, meio ambiente e a natureza "autossuficiente" dos habitantes locais, que não querem que nenhuma autoridade ou forasteiro intervenha em suas vidas. A equipe de desenvolvimento já havia realizado uma excursão de pesquisa semelhante ao Nepal durante o desenvolvimento de Far Cry 4. Como a equipe de desenvolvimento não estava mais satisfeita em ter um antagonista central em cada jogo, o elenco de antagonistas foi significativamente expandido.
Após o lançamento de Far Cry Primal em 2016, a Ubisoft afirmou que o próximo título de Far Cry teria mais tempo de desenvolvimento e não seria lançado em 2017. Far Cry 5 foi anunciado pela Ubisoft durante a chamada financeira da empresa, juntamente com outros dois grandes títulos: The Crew 2 e Assassin's Creed Origins. A Ubisoft lançou vários teaser trailers e a capa do jogo antes de sua revelação oficial em 26 de maio de 2017. O jogo foi previsto para o seu lançamento no Microsoft Windows, PlayStation 4 e Xbox One com suporte para PlayStation 4 Pro e Xbox One X. Pacotes de skins gratuitas estarão disponíveis para os jogadores de PlayStation 4 no lançamento devido a um acordo de marketing entre a Sony Interactive Entertainment e a Ubisoft. Apesar do jogo ter sido anunciado para 27 de fevereiro de 2018, a Ubisoft anunciou em dezembro de 2017 que seu lançamento foi adiado por um mês para 27 de março de 2018.

### Escrita
O cenário e o tom do jogo se originaram no separatismo. De acordo com Hay, quando ele era jovem, muitas vezes ele se sentia inseguro por causa dos conflitos entre as duas superpotências durante a Guerra Fria. Isso se manifestou no século XXI na forma de frequentes ataques terroristas, como os ataques de 11 de setembro, e problemas financeiros como a crise do subprime e, por sua vez, fizeram com que as pessoas se tornassem cada vez mais protetoras ao questionarem o governo. Em última análise, o conceito de "aldeia global" começou a desmoronar, que define o tema do jogo e levou a equipe a escrever uma história que apresenta um culto de juízo final como principal antagonista do jogo. Hay começou a escrever a história no final de 2014; em fevereiro de 2016, ele investigou os detalhes da ocupação do refúgio nacional da vida selvagem em Oregon, como ele queria procurar evidências que poderia mostrar a ascensão do separatismo. Para criar uma história memorável, os personagens do jogo foram projetados para ter visões e opiniões diferentes sobre eventos importantes e ideologias diferentes. Apesar do tema sombrio, a equipe queria garantir que o jogo ainda fosse divertido e divertido de se jogar. Portanto, a equipe implementou um grande arsenal de armas e possibilidades de jogabilidade aberta para os jogadores usarem.

### Música
Algumas das músicas do jogo foram escritas e compostas por Dan Romer. De acordo com o diretor de áudio Tony Gronick, a equipe desejava ter músicas em segundo plano em grande parte do mundo do jogo, mas queria refletir sobre a natureza do culto, para que o jogador estivesse experimentando as mensagens do culto em todo o mapa do jogo e amarrá-lo à narrativa. Para fazer isso, eles criaram músicas gospel semelhantes a hinos, mas com letras que descrevem os ensinamentos de fim do mundo do culto. Além disso, estendendo-se à ideia de múltiplos antagonistas, o estilo da música muda à medida em que o jogador entra nas regiões do mundo controladas pelos diferentes membros do culto, do country ao glam rock e à música industrial, representando como os hinos de Seed evoluem sob as preferências pessoais de seus Arautos. O jogo também usa faixas de músicas licenciadas quando o jogador dirige em veículos, com o tipo de música tocada de maneira similar influenciada pela área em que eles estão.

## Recepção

### Crítica
Far Cry 5 recebeu críticas positivas antes mesmo de seu lançamento. O agregador de resenhas Metacritic calculou uma nota média de 82/100 para a versão de Xbox One, 81/100 para a versão de PlayStation 4, e 78/100 para a versão de Windows, indicando críticas "geralmente favoráveis".
Daemon Hatfield da IGN deu uma nota 8.9, dizendo que "Far Cry 5 é outro mundo aberto com todos os ingredientes necessários para causar um alvoroço real: muitos inimigos e aliados, vida selvagem temperamental e muitas explosões". Ele continua dizendo que "no meio de tanta loucura, administra a contar uma história séria com personagens respeitáveis e um poderoso final, embora não seja o mais memorável da série."
Ray Porreca, do site Destructoid, comentou que "Far Cry 5 é um jogo de tiro em primeira pessoa sólido localizado em um local vibrante e impressionante. Ele funciona bem, parece ótimo e é preenchido o suficiente para manter os jogadores imersos em Hope County durante muito tempo, embora Joseph Seed e o Projeto do Portão do Éden trabalharem melhor na teoria do que na prática, o culto apocalíptico baseado em Montana marca uma saída da franquia que vale a pena."

#### Controvérsias
Far Cry 5 foi anunciado em maio de 2017, em um momento de conflito político e ideológico elevado em todo o mundo devido aos acontecimentos políticos recentes, como a eleição de Donald Trump como presidente dos Estados Unidos e do início da retirada do Reino Unido da União Europeia. Muitos jornalistas opinaram que o conceito de narrativa de Far Cry 5, envolvendo temas de fanatismo religioso e do surgimento de movimentos políticos de extrema direita dentro das fronteiras dos Estados Unidos — ao contrário dos locais mais exóticos descritos em outros jogos da franquia — provavelmente tornaria o jogo altamente controverso no clima atual. Esses jornalistas diziam que, devido ao longo ciclo de desenvolvimento, era improvável que a Ubisoft projetasse intencionalmente a narrativa do jogo em torno do clima político na época do anúncio, acrescentando que a Ubisoft tinha o cuidado de minimizar qualquer conexões percebidas para os eventos do mundo real da atualidade. Respondendo às críticas, o diretor do jogo, Dan Hay, revelou que a história foi escrita para discutir as consequências de crenças e ideologias serem levadas à sua forma mais extrema do que como uma resposta a um determinado evento político.
Após seu anúncio, Far Cry 5 foi objeto de uma petição on-line apresentada na Change.org por indivíduos que se opunham ao que chamavam de retrato dos cristãos americanos como vilões e pedindo que os antagonistas do jogo fossem reformulados. A petição sugeria seguidores do Islamismo, membros de gangues do centro da cidade e outros antagonistas não-brancos como possíveis substitutos. A petição também sugeriu mudar a configuração do jogo para o Canadá. A petição em si foi criticada por comentaristas da indústria que destacaram a exploração do jogo de seus temas como sendo necessária no clima social e político contemporâneo, e apontou para o jogo como um meio de comunicação e comentário social. Algumas publicações questionaram a autenticidade da petição, sugerindo que ela poderia ter sido planejada como sátira.
Após seu lançamento, contudo, muitos notaram que o conteúdo do jogo era, de fato, apolítico e "inofensivo", ao invés de engajar em algum tipo de crítica a sociedade. Ben Kuchera, da Polygon descreveu o jogo como uma "bagunça desafiadora e inofensiva", que "quer apelar para todos, mas acaba por não dizer nada". William Hughes, escrevendo para o The A.V. Club, depreciativamente descreveu os vilões como um "mal facilmente digerível" deliberadamente criado para não ofender os jogadores de qualquer persuasão política.

### Comercial
Far Cry 5 se tornou o jogo mais vendido da franquia, passando a marca de Far Cry 4. É também o segundo título mais vendável da Ubisoft, atrás de Tom Clancy's The Division, angariando US$ 310 milhões de dólares da sua primeira semana de vendas.